# Nicholas True, barone True
Nicholas Edward True, barone True (31 luglio 1951) è un politico britannico, Leader della Camera dei Lord e Lord custode del sigillo privato dal 6 settembre 2022 al 5 luglio 2024.
Figlio di Edward Thomas True e Kathleen Louise Mather, studiò alla Nottingham High School e alla Peterhouse di Cambridge, dove si laureò nel 1973 con un Bachelor of Arts, poi promosso a Master of Arts nel 1978, come da tradizione.
Fu segretario privato del leader dell'opposizione alla Camera dei Lord dal 1997 al 2010. Il 23 dicembre 2010 fu creato pari a vita con il titolo di barone True, di East Sheen, nella contea di Surrey.
Nel febbraio 2020 fu nominato Ministro di Stato per l'Ufficio di Gabinetto. Il 6 settembre 2022 Liz Truss lo promosse nominandolo Leader della Camera dei Lord. Rimase in tale carica fino al luglio 2024, a seguito della sconfitta dei conservatori alle elezioni generali.
Sposato dal 1979 con Anne-Marie Elena Kathleen Blanco, figlia di Robin Adrian Hood, direttore del CAFOD dal 1977 al 1982, e nipote dell'imprenditore e politico conservatore Sir Joseph Hood, I Baronetto, la coppia ebbe due figli e una figlia.